# Brand des Piers in Hoboken 1900
Koordinaten: 40° 44′ 20″ N, 74° 1′ 37″ W
Der Brand des Piers in Hoboken war ein Großbrand, der am Samstag, dem 30. Juni 1900, ausbrach und ungefähr 300 Menschenleben forderte. Das Feuer richtete in den Hafenanlagen des Norddeutschen Lloyd in Hoboken, New Jersey, und an den festgemachten Linienschiffen 5,35 Mio. US-Dollar Schaden an. Der Brand gilt nach dem Unglück der General Slocum im Jahr 1904 mit über 1000 Todesopfer als eine der größten Katastrophen im New Yorker Hafen und eine der größten Brandkatastrophen in den Vereinigten Staaten.

## Die Hafenanlagen in Hoboken um 1900

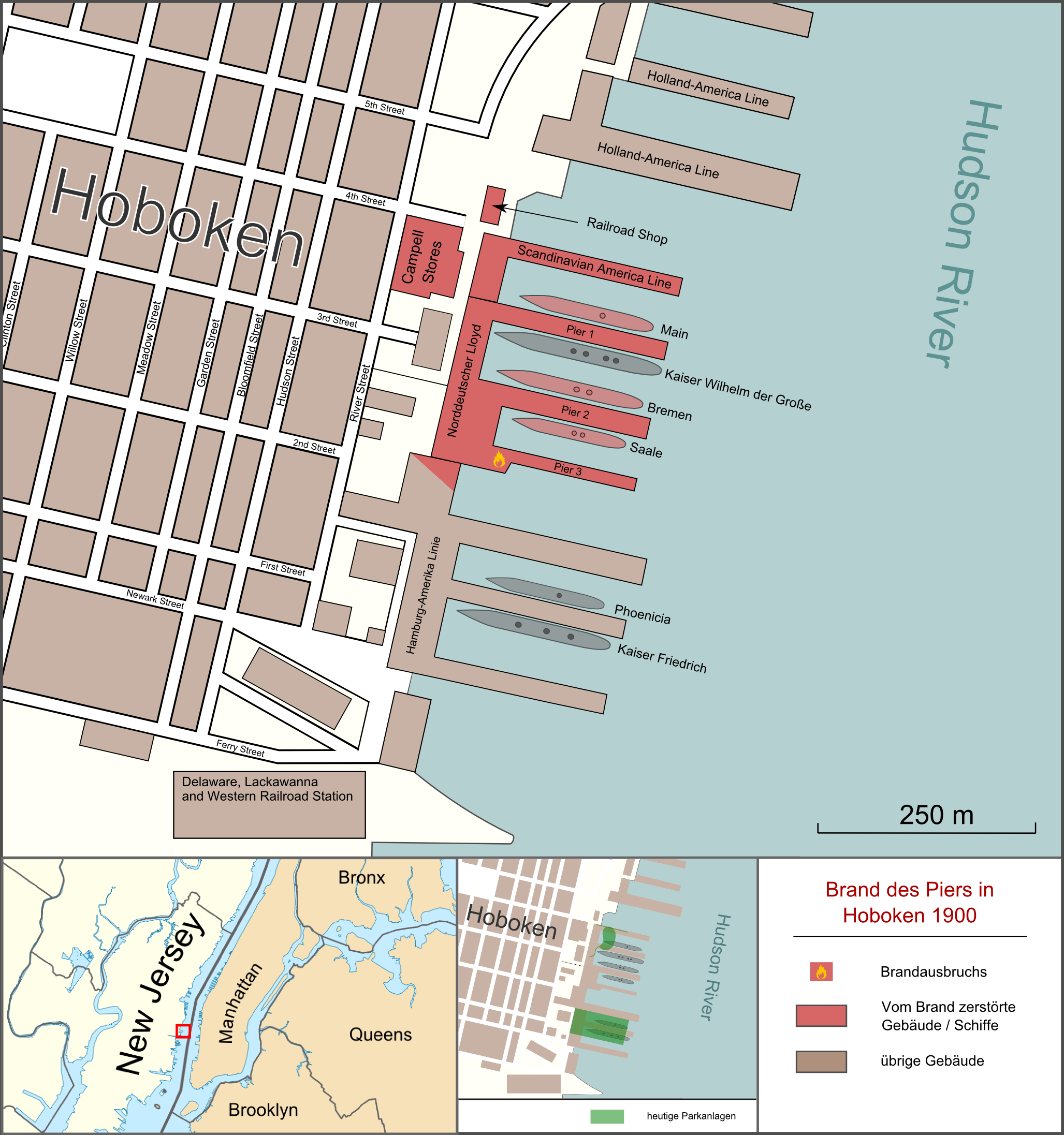
Brand des Piers in Hoboken 1900

Hoboken war Ende des 19. Jahrhunderts eine wichtige Anlegestelle im New Yorker Hafen für die Linienschifffahrt mit Europa. Norddeutscher Lloyd, Hamburg-Amerikanische Packetfahrt-Actien-Gesellschaft (Hamburg-Amerika Linie, Hapag), Scandinavian America Line und die Holland-America Line liefen den Hafen an, wobei die Verbindungen hauptsächlich von Einwanderern aus Europa genutzt wurden.
Die Hafenanlagen befanden sich nördlich des heutigen Hoboken Terminals. Auf Höhe der 5. und 6. Straße waren die Anleger der Holland-America Line, zwischen der 4. und 2. Straße befanden sich ein Anleger der Scandinavian America Line und drei Anleger des Norddeutschen Lloyds. Südlich daran folgten die drei Anleger der Hamburg-Amerika Linie.
Die Anleger von Lloyd und Hapag waren von Norden nach Süden aufsteigend nummeriert. Diese beiden Gesellschaften hatten damals die schnellsten Passagierschiffe im Dienst. Die Scandinavian America Line wird in zeitgenössischen Dokumenten noch als Thingvalla-Linie bezeichnet, obwohl die Passagierschifffahrt der Gesellschaft bereits zur DFDS gehörte.
Zum Zeitpunkt des Brandes waren die folgenden Schiffe an den Anlegern:
Holland-America Line
- keines (am 2. Juli lief die Obdam ein)[3]

Scandinavian America Line
- keines (die Island hatte den Hafen bereits am Morgen verlassen)

Norddeutscher Lloyd
- Pier 1: Main, Kaiser Wilhelm der Große
- Pier 2: Bremen, Saale (sollte am 1. Juli nach Boston auslaufen)[4]
- Pier 3: keines (die Aller hatte den Hafen um die Mittagszeit verlassen)

Hapag-Pier
- Pier 1: keines
- Pier 2: Phoenicia, Kaiser Friedrich[4][5]
- Pier 3: keines

## Verlauf der Katastrophe

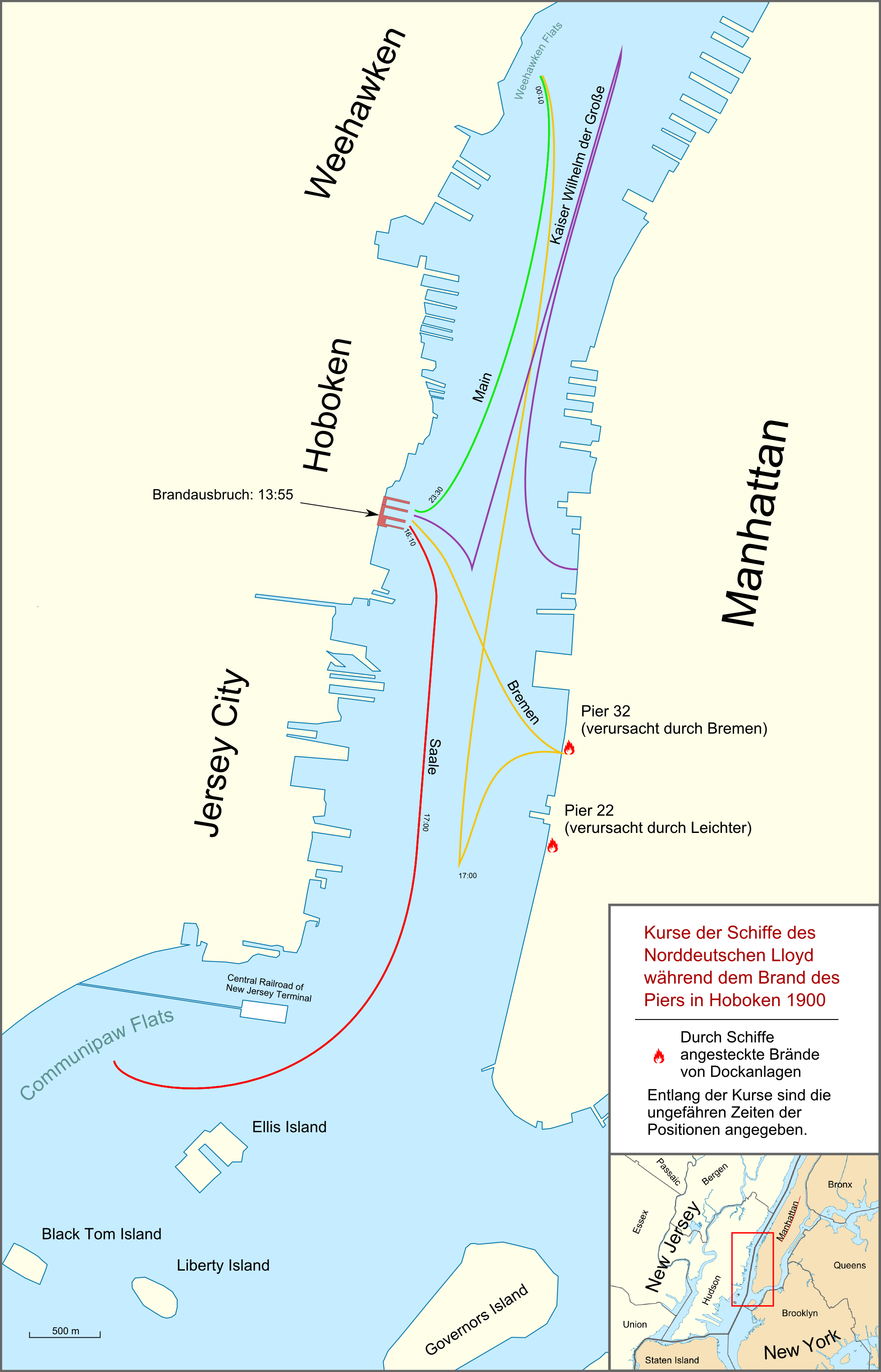
Kurse der Norddeutscher-Lloyd-Schiffe während des Brands des Piers.

Das Feuer brach kurz vor 16 Uhr auf der Pier 3 aus. Die hölzernen Gebäude und die gelagerten Waren gaben dem Feuer viel Nahrung, so dass sich dieses angefacht durch den Wind schnell in nördliche Richtung ausbreitete. Noch bevor die Feuerwehr eintraf, hatte der Brand auf die Kabinen des Schiffs Saale übergegriffen, welche Pier 2 und die Bremen in Brand steckte. Kurz darauf erreichte das Feuer auch Pier 1, wo die Kaiser Wilhelm der Große und die Main lagen. Innerhalb einer Viertelstunde waren sämtliche Dockanlagen des Norddeutschen Lloyd im Vollbrand. Die Flammen zerstörten danach den Anleger der Scandinavian America Line, eine Lagerhalle von Campbell, den Wagenschuppen der Hafenbahn sowie mehrere Güterwagen. Einzig das Zolllager und die Piers der Hamburg-Amerika Linie konnten gerettet werden. Letztere ließen sich nur retten, indem Teile des an die Piers des Norddeutschen Lloyds angrenzenden Schuppens von der Feuerwehr eingerissen wurden.

### Schiffe
Der Versuch, die Schiffe zu retten, wurde dadurch erschwert, dass die Mannschaften auf den Schiffen wegen Landgangs reduziert waren und sich zudem wegen des Wochenendes viele Besucher aus der lokalen Bevölkerung auf den Schiffen befanden. Es gelang einzig, die Kaiser Wilhelm der Große mit vergleichsweise kleinen Schäden zu retten. Die Bremen und die Saale trieben im Vollbrand aus den Dockanlagen in den Hudson River, die Main brannte noch an der Pier liegend aus. Außer den Schiffen des Norddeutschen Lloyd verbrannten 15 Leichter und 12 Binnenschiffe an den Dockanlagen. Auf dem Fluss treibende Schiffe und Trümmer steckten teilweise Dockanlagen am gegenüber liegenden Ufer in Manhattan in Brand. Die vor Ort bereitstehenden Feuerwehren konnten größere Schäden verhindern. Auch einige Schlepper nahmen durch die Feuer leichten Schaden.

#### Kaiser Wilhelm der Große
Das Hauptaugenmerk galt der Kaiser Wilhelm der Große. Sie war damals die Trägerin des Blauen Bandes und das Flaggschiff des Norddeutschen Lloyds. Sie wurde etwa eine Viertelstunde nach Brandausbruch als erstes von Schleppern aus den Dockanlagen gezogen. Die Mannschaft befand sich zum Zeitpunkt des Brandes fast vollzählig auf dem Schiff. Es gelang ihr, die Besucher noch rechtzeitig an Land in Sicherheit zu bringen und die Leinen zu lösen. An der Außenhaut des Schiffs brannte teilweise die Farbe und hölzernes Zierwerk. Die Mannschaft konnte diese Brände löschen, ohne dass größerer Schaden entstand. Ein Feuer am Bug, das durch einen brennenden Kohlenleichter verursacht wurde, sowie ein kleineres Feuer am Heck konnten von Schleppern gelöscht werden. Im Gesamten brannten etwa sechzig Meter Farbe auf der Steuerbordseite ab. Weiter wurden Decksplanken und Rettungsboote beschädigt. Durch die Hitze barsten etliche Bullaugen. Die Kaiser Wilhelm der Große wurde in die Mitte des Hudson Rivers gezogen, wo sie vorerst ankerte. Sie musste aber schnell umgesetzt werden, um nicht mit der brennend auf den Fluss treibenden Bremen zu kollidieren und wurde deshalb von Schleppern bis auf die Höhe der 46. Straße gezogen. Es kam niemand an Bord des Schiffes zu Schaden.

#### Saale
Die Leinen der Saale wurden sofort gelöst und das Schiff trieb etwa eine Viertelstunde nach Ausbruch des Feuers brennend auf den Hudson River hinaus. Etwa fünfzig Personen sprangen über Bord, wovon einige ertranken; mindestens vierzig verbrannten in den unteren Decks, weil sie nicht durch die kleinen Bullaugen aus den Passagierkabinen entkommen konnten. Das vollständig in Flammen stehende Schiff trieb etwa eine Stunde den Hudson River hinunter, bevor es von Schleppern zu einer seichten Uferzone bei Communipaw gezogen werden konnte. Dort sank das Wrack nach kurzer Zeit in den Schlamm. Unter den Opfern war der Kapitän des Schiffs, August Johann Mirow. Es konnten 133 Personen gerettet werden.

#### Bremen
Die Bremen konnte noch vor der Saale vom Dock gelöst werden und driftete ebenfalls brennend auf den Hudson River hinaus. Von den ungefähr zweihundert Leuten an Bord konnten viele noch auf den Pier flüchten, bevor das Schiff abtrieb, der Rest sprang über Bord oder konnte durch die Bullaugen entkommen. Nach etwa zwanzig Minuten war niemand mehr auf dem Schiff, das vor allem auf Deck Feuer gefangen hatte, aber unter Deck keine großen Brände aufwies. Ein Bergungsschlepper brachte das Wrack an das Ufer von Manhattan an Pier 32 auf Höhe der Desbrosses Street. Der Pier fing sofort Feuer, weshalb das Wrack wieder vom Ufer weg geschleppt und auf Höhe der Warren Street gehalten wurde, um dort die Löscharbeiten fortzusetzen. Als das Schiff gegen Abend Schlagseite nach Backbord bekam, wurde es nach Weehawken geschleppt und dort in einer seichten Uferzone auf Grund gesetzt. 173 Menschen wurden gerettet.

#### Main
Die Main konnte nicht rechtzeitig gelöst werden und brannte deshalb am Pier vollständig aus. Erst nach mehr als sieben Stunden gelang es einem Schlepper, ein Seil um das Ruder des Wracks zu befestigen und dieses nach Weehawken zu schleppen, wo es neben dem Wrack der Bremen auf Grund gesetzt wurde. Erstaunlicherweise überlebten von der Schiffsbesatzung 16 Kohlentrimmer, welche das Schiff nicht mehr rechtzeitig verlassen konnten und deshalb in einem leeren Kohlebunker vor dem Feuer Schutz suchten, den sie erst in Weehawken, als das Schiff auf Grund gesetzt war, wieder verließen. Es wurden 107 Personen gerettet.

## Die Katastrophe begünstigende Faktoren
Verschiedene Dinge machten diese Brandkatastrophe besonders verheerend:
Das trockene heiße Wetter in den Vortagen und der über 50 km/h starke Wind aus Süden ließen die Dockanlage mit den hölzernen Gebäuden besonders schnell in Flammen aufgehen. Einzig Pier 1, der 1897 speziell für die Abfertigung der Kaiser Wilhelm der Große gebaut wurde, hatte eine Metallstruktur. Zusätzliche Nahrung fand das Feuer in der großen Menge an brennbarer Fracht, welche auf den Piers lagerte. Neben Baumwolle befanden sich auch Fässer mit Öl, Terpentin und Whisky auf dem Kai.
Durch die vielen Besucher auf den Schiffen – besonders auf der Kaiser Wilhelm der Große und der beinahe werftneuen Main – sowie die fehlenden Mannschaften gestaltete sich die Rettung auf den Schiffen schwierig. Die damalige Bevölkerung konnte größtenteils nicht schwimmen, so dass diejenigen, welche sich durch einen Sprung ins Wasser vor den Flammen retten konnten, meist ertranken, wenn sie nicht sofort von einem Schlepper aufgenommen wurden.
Leute, die in den brennenden Schiffen unter Deck eingeschlossen waren, konnten sich nicht durch die Bullaugen befreien, wenn diese einen zu kleinen Durchmesser hatten. Sie verbrannten bei lebendigem Leibe vor den Augen der Löschmannschaften, was diese Katastrophe neben dem großen materiellen Schaden und der hohen Opferzahl besonders grausam machte.

## Brandursache
Die Brandursache konnte nicht geklärt werden. Im Auftrag des Norddeutschen Lloyds wurde die Untersuchung von Hugh Bonner, Brandmeister, und James Mitchel, Brandermittler, durchgeführt. Beide waren Feuerwehrleute in Rente, welche zuvor für das New York City Fire Department gearbeitet hatten. New Jersey hatte damals noch keine Behörde für Brandursachenermittlung. Der Bericht bestätigte nur, dass das Feuer von einem Baumwollballen ausging, die Feuerwehr unverzüglich bei Ausbruch alarmiert wurde und sofort zur Stelle war, sowie dass das Feuer nicht durch Nachlässigkeit verursacht wurde. Einige Quellen vermuten, dass das Feuer entweder durch Selbstentzündung der Baumwolle oder Brandstiftung verursacht wurde. Letzteres wird aber im offiziellen Bericht für eher unwahrscheinlich gehalten.